# Cerbère (Pyrénées-Orientales)
Pour les articles homonymes, voir Cerbère (homonymie).
Cerbère  (catalan : Cervera de la Marenda) est une commune française, située dans le sud-est du département des Pyrénées-Orientales en région Occitanie. Elle dispose de la station balnéaire la plus au sud de la France continentale à l'Ansa de Terrimbo au sud du cap de Peyrefite. Sur le plan historique et culturel, la commune est dans le Roussillon, une ancienne province du royaume de France, qui a existé de 1659 jusqu'en 1790 et qui recouvrait les trois vigueries du Roussillon, du Conflent et de Cerdagne.
Exposée à un climat océanique altéré, elle est drainée par divers petits cours d'eau. La commune possède un patrimoine naturel remarquable : deux sites Natura 2000 (la « côte rocheuse des Albères » et le « massif des Albères »), un espace protégé (la réserve naturelle nationale de Cerbère-Banyuls) et quatre zones naturelles d'intérêt écologique, faunistique et floristique.
Cerbère est une commune rurale et littorale qui compte 1 213 habitants en 2022. Elle fait partie de l'aire d'attraction de Banyuls-sur-Mer. Ses habitants sont appelés les Cerbériens ou Cerbériennes.
En catalan son nom est Cervera de la Marenda ou Cervera.

## Géographie

### Localisation
La commune de Cerbère se trouve dans le département des Pyrénées-Orientales, en région Occitanie et est frontalière avec l'Espagne (Gérone).
Elle se situe à 36 km à vol d'oiseau de Perpignan, préfecture du département, à 34 km de Céret, sous-préfecture, et à 16 km d'Argelès-sur-Mer, bureau centralisateur du canton de la Côte Vermeille dont dépend la commune depuis 2015 pour les élections départementales.
La commune fait en outre partie du bassin de vie de Banyuls-sur-Mer.
Les communes les plus proches sont : 
Banyuls-sur-Mer (5,3 km), Port-Vendres (9,6 km), Collioure (11,4 km), (0,0 km), 5.66.1Céret (34,2 km), Prades (63,8 km).
Sur le plan historique et culturel, Cerbère fait partie de l'ancienne province du royaume de France, le Roussillon, qui a existé de 1659 jusqu'à la création du département des Pyrénées-Orientales en 1790 et qui recouvrait les trois vigueries du Roussillon, du Conflent et de Cerdagne.
| Banyuls-sur-Mer |               |                  |
|                 | Cerbère       | Mer Méditerranée |
|                 | Port-Bou (es) |                  |

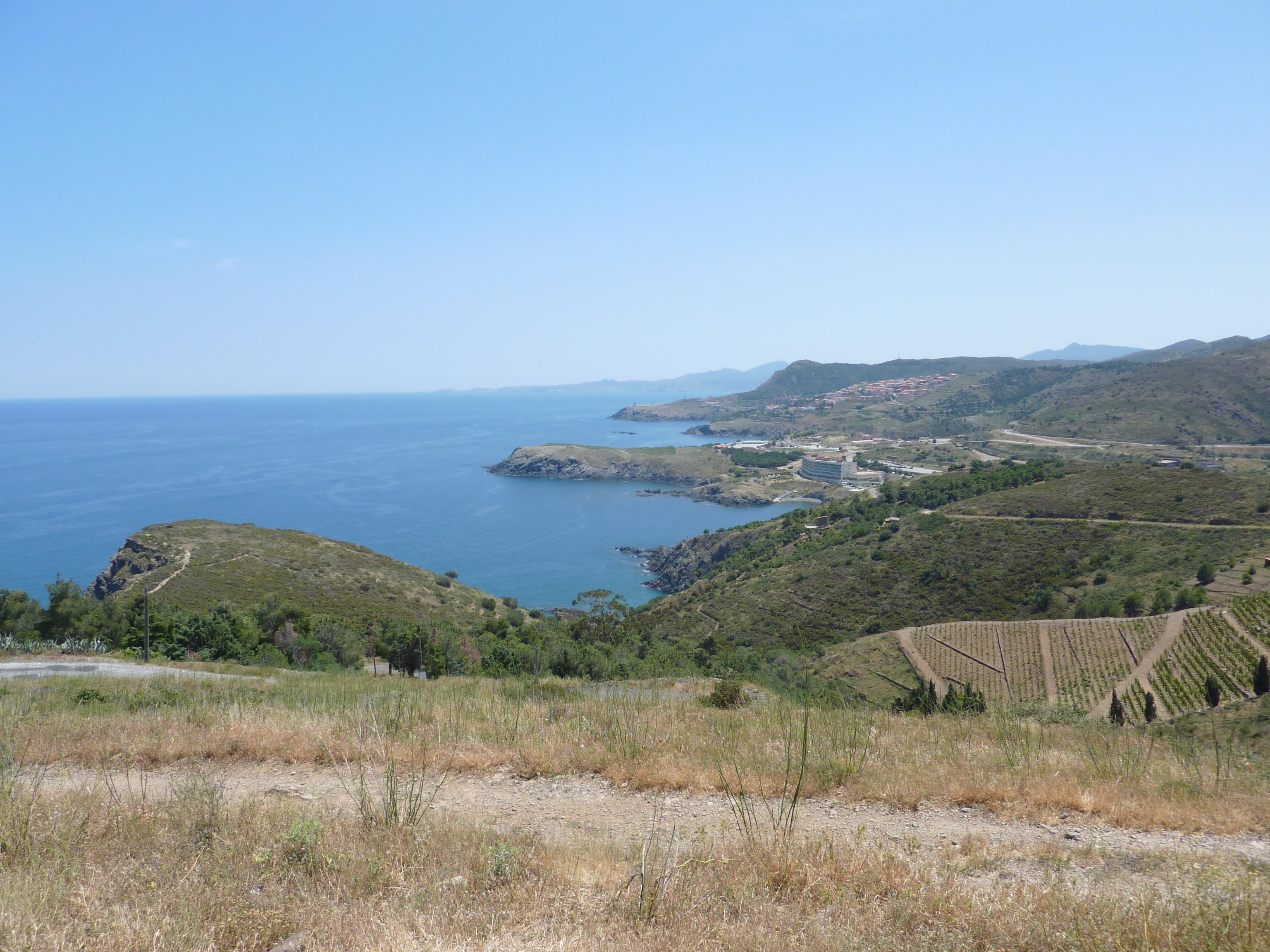
Paysage entre Banyuls-sur-Mer et Cerbère.
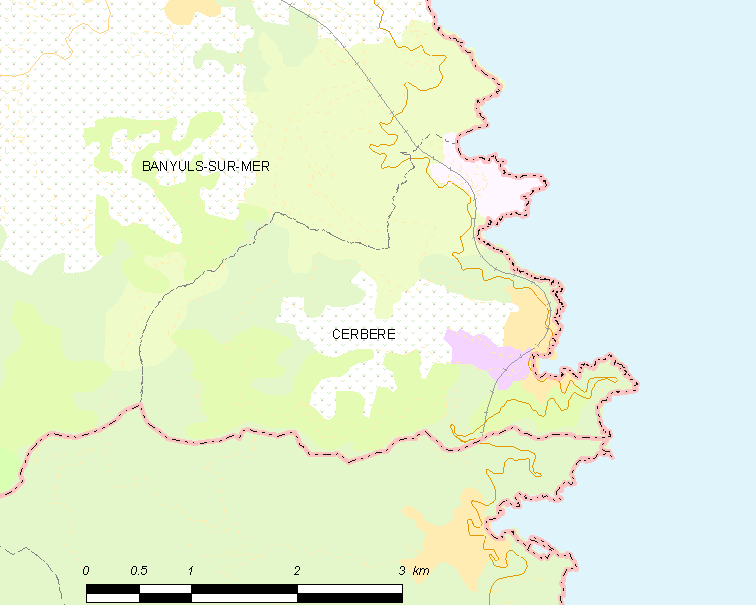
Situation de la commune.

### Géologie et relief
La topographie de la commune est montagneuse, de grands écarts se lisent dans les altitudes. Le point le plus bas est à zéro mètre, soit le niveau de la mer. Son altitude maximale est de 672 mètres (Torre de Querroig) pour une altitude moyenne de 322 mètres, la mairie de Cerbère est à 20 mètres.
La commune est située dans les Pyrénées sur les côtes rocheuses des Albères qui sont constituées de roches éruptives et cristallophylliennes formant une série métamorphique de schistes, de micaschistes, de phyllades, de gneiss et de granite. Les sols actuels sont acides.
La commune de Cerbère elle-même repose presque exclusivement sur des sédiments marins métamorphisés qui se sont déposés il y a environ 550 millions d'années (Édiacarien-Cambrien) . Ces métasédiments ont un caractère schisteux prédominant. Le métamorphisme des sédiments a eu lieu pendant l'orogenèse hercynienne, il y a environ 300 millions d'années. Toutefois, à proximité de Querroig, on trouve également des affleurements importants de « leucogneiss », c'est-à-dire de granite daté d'environ 465 Ma et devenu gneiss après le métamorphisme hercynien.

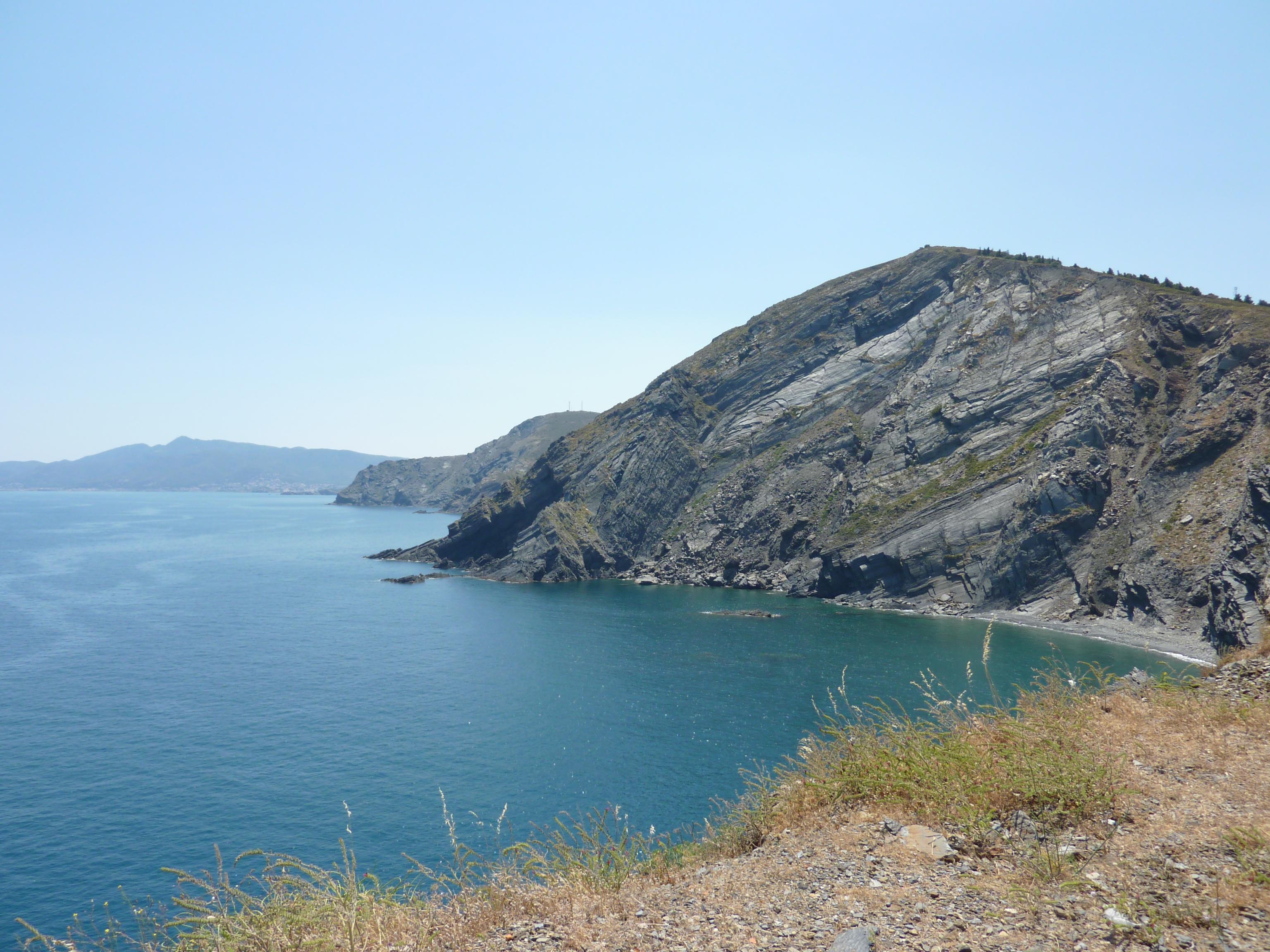
Le cap Cerbère, proche de la frontière franco-espagnole
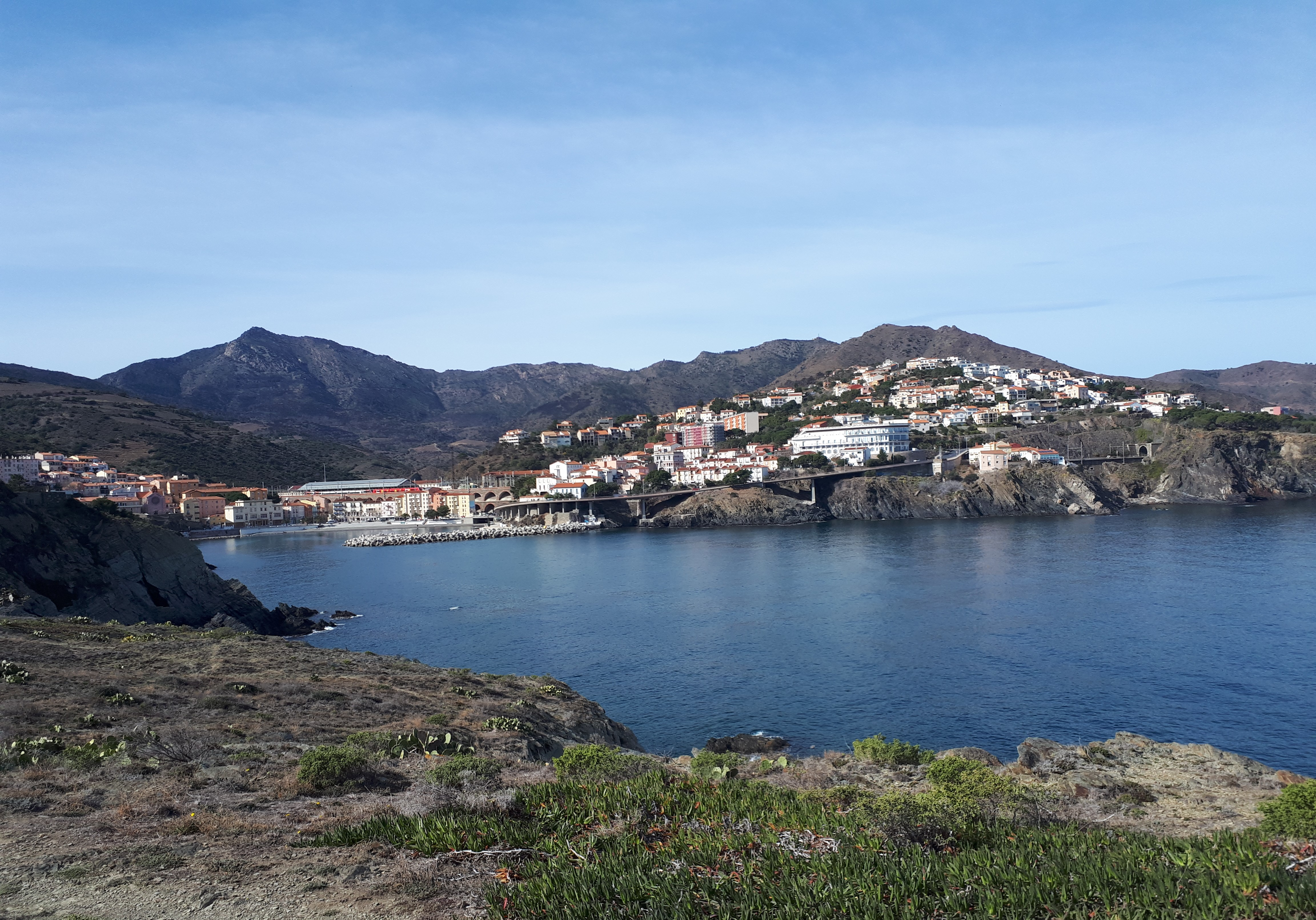
Cerbère et Querroig (au fond, à gauche)
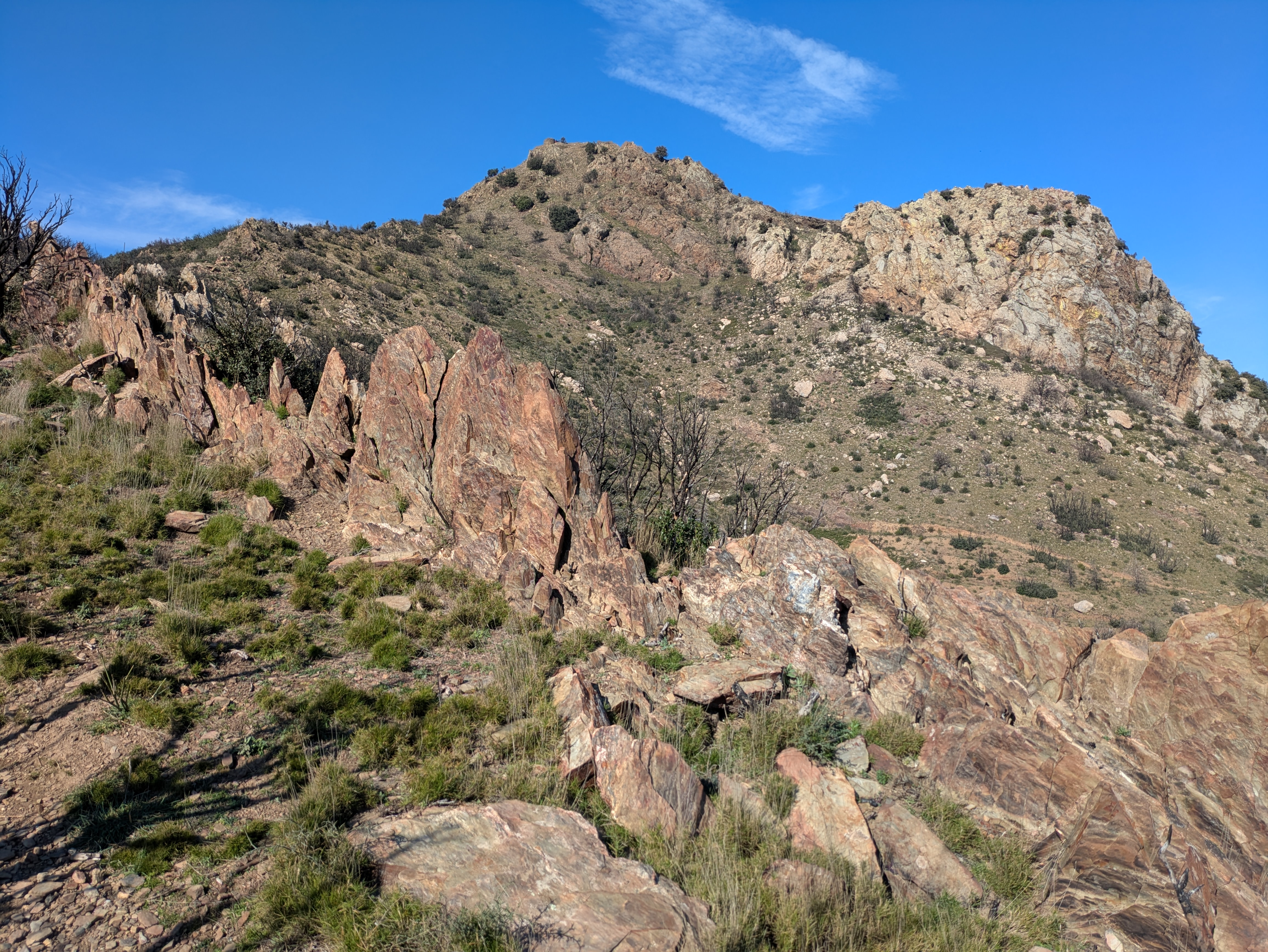
Affleurements de schiste (au premier plan) et de gneiss (en haut à droite) sous Querroig (en haut à gauche)

La commune est classée en zone de sismicité 3, correspondant à une sismicité modérée. Un séisme de magnitude 3,3 sur l'échelle de Richter a lieu le 28 septembre 2015 en mer près du cap Béar au large de Cerbère.

### Hydrographie
La commune est bordée par la Méditerranée et possède six kilomètres de côtes.

### Catastrophes naturelles
Les inondations et les coulées de boue sont les principales catastrophes survenues dans les vingt dernières années : quatre événements recensés.
Mais les différents risques possibles sont les feux de forêts, les inondations, les mouvements de terrain, les séismes et les transports de marchandises dangereuses.

### Climat
Pour des articles plus généraux, voir Climat de l'Occitanie et Climat des Pyrénées-Orientales.
En 2010, le climat de la commune est de type climat méditerranéen altéré, selon une étude du CNRS s'appuyant sur une série de données couvrant la période 1971-2000. En 2020, Météo-France publie une typologie des climats de la France métropolitaine dans laquelle la commune est exposée à un climat méditerranéen et est dans la région climatique Provence, Languedoc-Roussillon, caractérisée par une pluviométrie faible en été, un très bon ensoleillement (2 600 h/an), un été chaud (21,5 °C), un air très sec en été, sec en toutes saisons, des vents forts (fréquence de 40 à 50 % de vents > 5 m/s) et peu de brouillards.
Pour la période 1971-2000, la température annuelle moyenne est de 15,3 °C, avec une amplitude thermique annuelle de 14,7 °C. Le cumul annuel moyen de précipitations est de 767 mm, avec 4,8 jours de précipitations en janvier et 2,8 jours en juillet. Pour la période 1991-2020, la température moyenne annuelle observée sur la station météorologique la plus proche, située sur la commune du Perthus à 25 km à vol d'oiseau, est de 15,4 °C et le cumul annuel moyen de précipitations est de 849,6 mm,. Pour l'avenir, les paramètres climatiques de la commune estimés pour 2050 selon différents scénarios d’émission de gaz à effet de serre sont consultables sur un site dédié publié par Météo-France en novembre 2022.

### Milieux naturels et biodiversité

#### Espaces protégés
La protection réglementaire est le mode d’intervention le plus fort pour préserver des espaces naturels remarquables et leur biodiversité associée,.
Dans ce cadre, la commune fait partie. Un espace protégé est présent sur la commune : 
la réserve naturelle nationale de Cerbère-Banyuls, première réserve marine française créée en 1974 et d'une superficie de 603 ha de mer entre Banyuls-sur-Mer et Cerbère. Entre 15 et 30 m de fond, les herbiers de posidonie, une des principales richesses méditerranéennes, ondulent au gré des courants. Ces prairies aquatiques, véritables nurseries, abritent diverses espèces de poissons, poulpes et éponges,.

#### Réseau Natura 2000

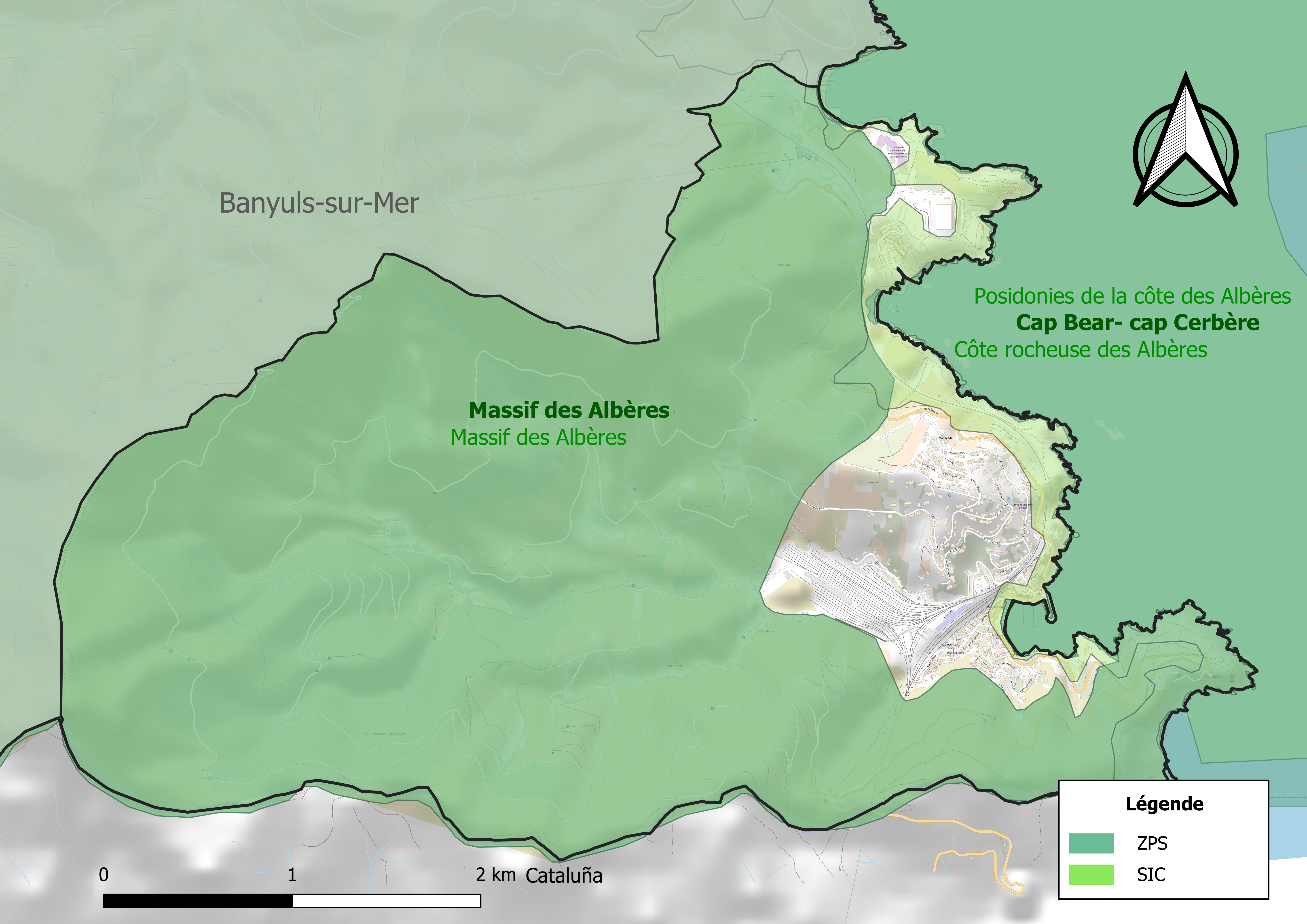
Sites Natura 2000 sur le territoire communal.

Le réseau Natura 2000 est un réseau écologique européen de sites naturels d'intérêt écologique élaboré à partir des directives habitats et oiseaux, constitué de zones spéciales de conservation (ZSC) et de zones de protection spéciale (ZPS).
Deux sites Natura 2000 ont été définis sur la commune au titre de la directive habitats : 
- le « massif des Albères », d'une superficie de 6 978 ha, accueille une série remarquable d'étages de végétation, du thermo méditerranéen (parties abritées proches du littoral) au montagnard (hétraies, milieux rocheux, nardaies), en passant par le méditerranéen (maquis, chênaies)[28].
- la « côte rocheuse des Albères », d'une superficie de 536 ha, un site remarquable de falaises maritimes schisteuses, riches en espèces endémiques, et correspondant à des associations spécifiques du Roussillon et de la Catalogne[29] ;

et au titre de la directive oiseaux
- le « massif des Albères », d'une superficie de 7 113 ha, se trouve sur l'axe migratoire majeur de la partie orientale des Pyrénées et inclut les principaux cols fréquentés lors des passages migratoires de printemps et d'automne[30].

#### Zones naturelles d'intérêt écologique, faunistique et floristique
L’inventaire des zones naturelles d'intérêt écologique, faunistique et floristique (ZNIEFF) a pour objectif de réaliser une couverture des zones les plus intéressantes sur le plan écologique, essentiellement dans la perspective d’améliorer la connaissance du patrimoine naturel national et de fournir aux différents décideurs un outil d’aide à la prise en compte de l’environnement dans l’aménagement du territoire. Trois ZNIEFF de type 1 sont recensées sur la commune :
- les « cap Cerbère » (27 ha)[32] ;
- les « falaises de Banyuls à Cerbère » (140 ha), couvrant 2 communes du département[33],
- les « vallons de Cerbère » (32 ha)[34] ;

et une ZNIEFF de type 2, : 
les « versants littoraux et côte rocheuse des Albères » (7 986 ha), couvrant 5 communes du département.

Carte des ZNIEFF de type 1 et 2 à Cerbère.
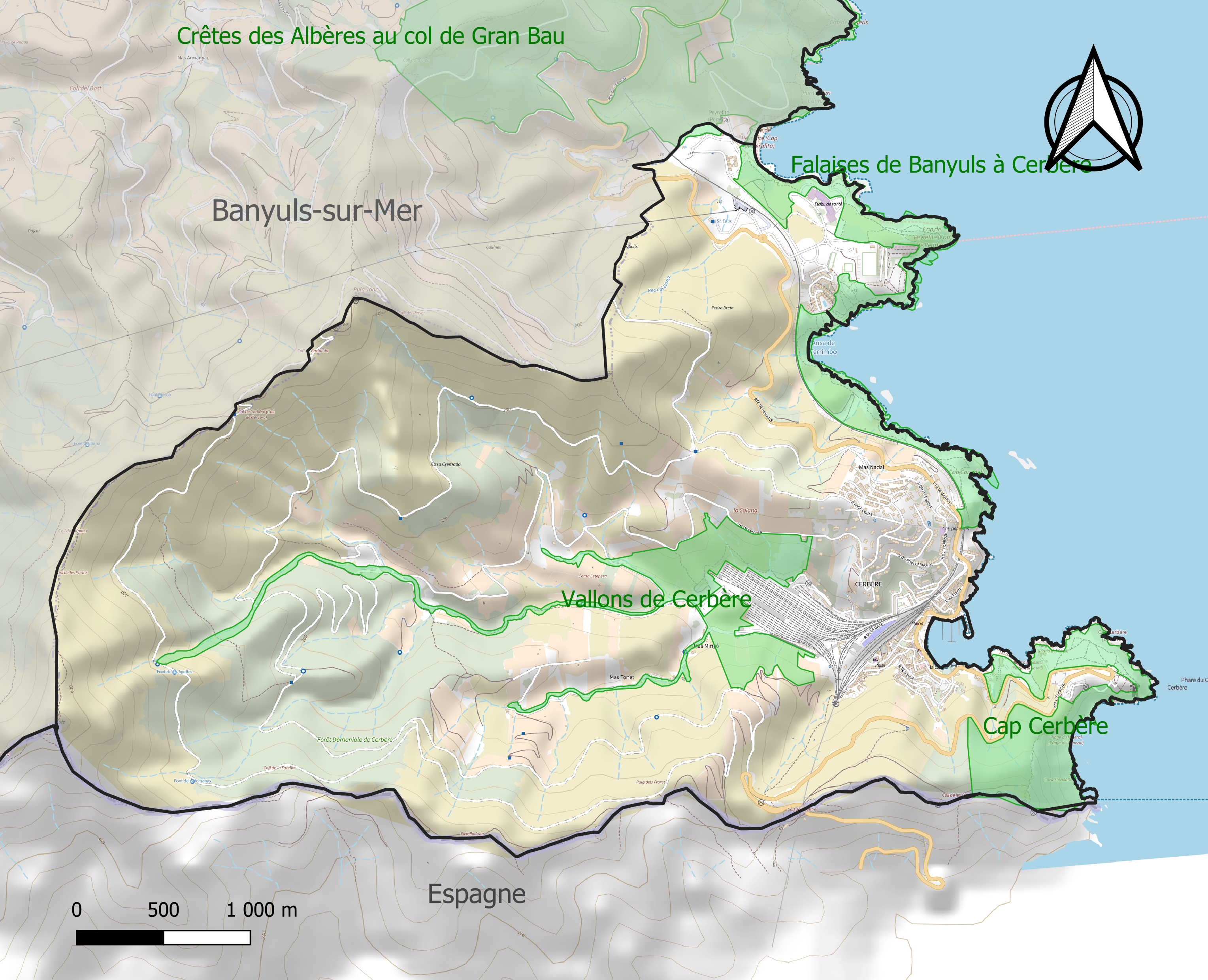
Carte des ZNIEFF de type 1 sur la commune.
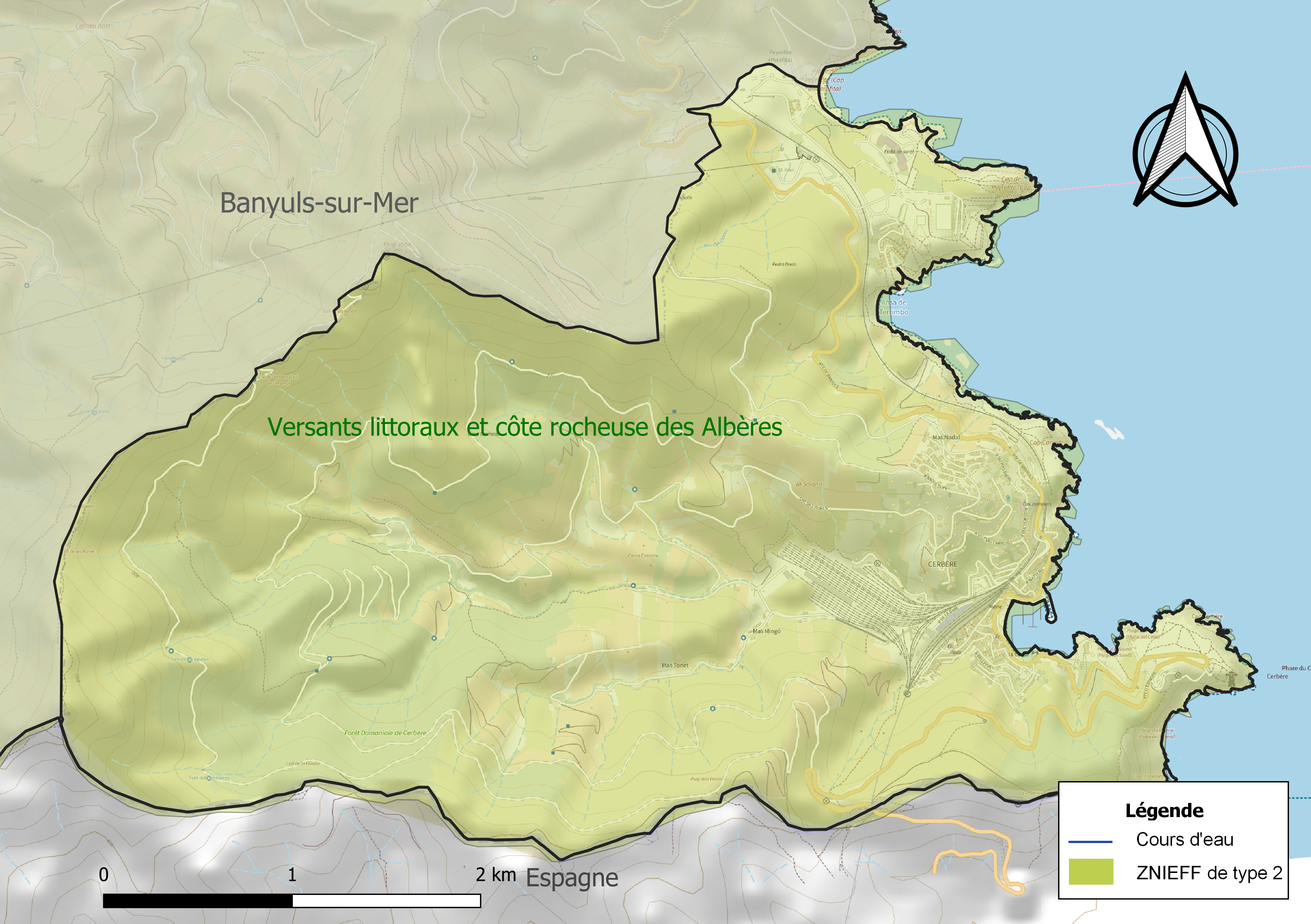
Carte de la ZNIEFF de type 2 sur la commune.

## Urbanisme

### Typologie
Au 1er janvier 2024, Cerbère est catégorisée bourg rural, selon la nouvelle grille communale de densité à sept niveaux définie par l'Insee en 2022.
Elle est située hors unité urbaine. Par ailleurs la commune fait partie de l'aire d'attraction de Banyuls-sur-Mer, dont elle est une commune de la couronne,. Cette aire, qui regroupe 2 communes, est catégorisée dans les aires de moins de 50 000 habitants,.
La commune, bordée par la mer Méditerranée, est également une commune littorale au sens de la loi du 3 janvier 1986, dite loi littoral. Des dispositions spécifiques d’urbanisme s’y appliquent dès lors afin de préserver les espaces naturels, les sites, les paysages et l’équilibre écologique du littoral, tel le principe d'inconstructibilité, en dehors des espaces urbanisés, sur la bande littorale des 100 mètres, ou plus si le plan local d’urbanisme le prévoit.

### Occupation des sols
L'occupation des sols de la commune, telle qu'elle ressort de la base de données européenne d’occupation biophysique des sols Corine Land Cover (CLC), est marquée par l'importance des forêts et milieux semi-naturels (71,7 % en 2018), une proportion sensiblement équivalente à celle de 1990 (71,6 %). La répartition détaillée en 2018 est la suivante : 
milieux à végétation arbustive et/ou herbacée (71,7 %), cultures permanentes (14,3 %), zones urbanisées (5 %), espaces verts artificialisés, non agricoles (4,5 %), zones industrielles ou commerciales et réseaux de communication (3 %), eaux maritimes (1,4 %). L'évolution de l’occupation des sols de la commune et de ses infrastructures peut être observée sur les différentes représentations cartographiques du territoire : la carte de Cassini (XVIIIe siècle), la carte d'état-major (1820-1866) et les cartes ou photos aériennes de l'IGN pour la période actuelle (1950 à aujourd'hui).

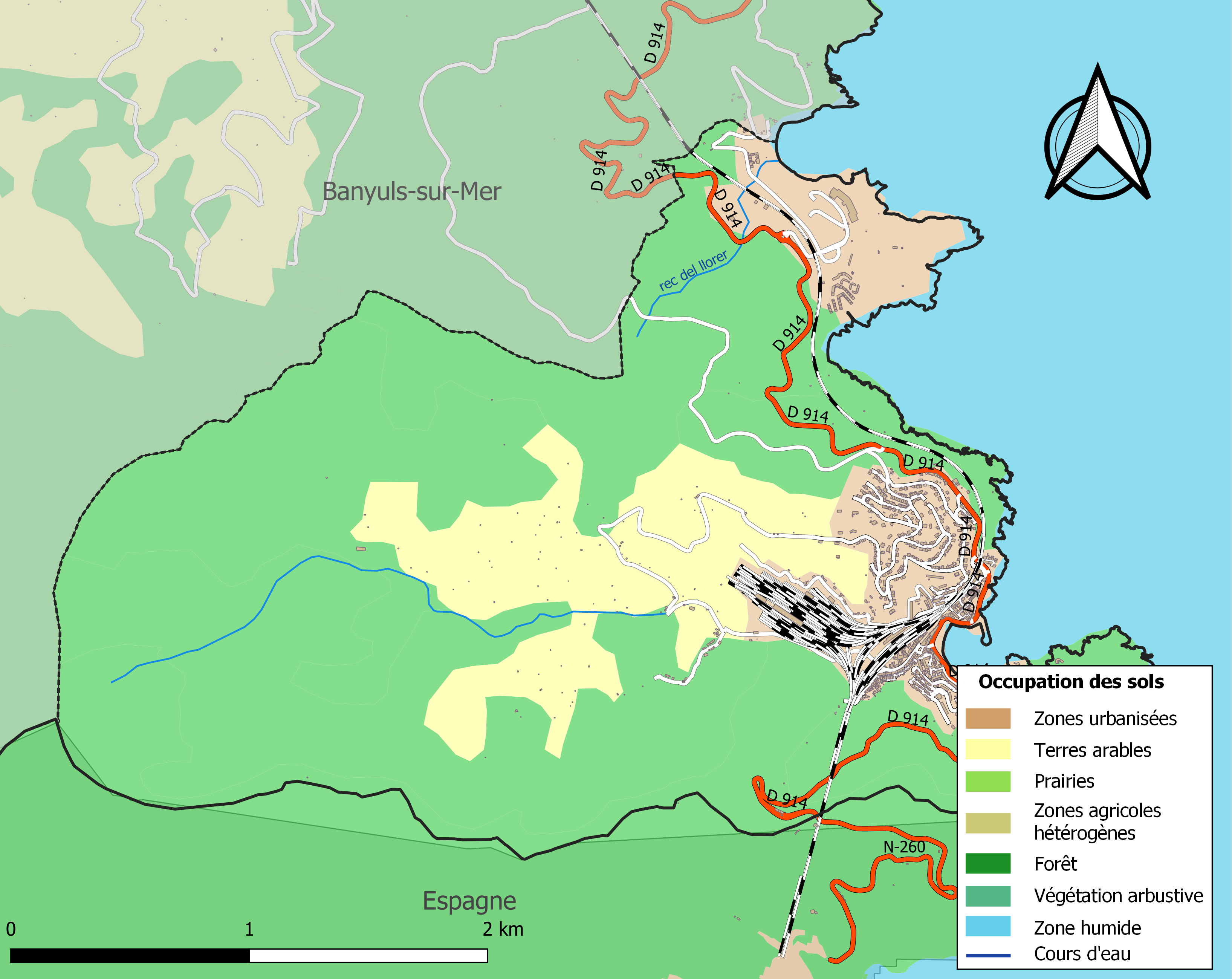
Carte des infrastructures et de l'occupation des sols de la commune en 2018 (CLC).

### Voies de communication et transports

#### Voies routières
La commune est traversée par la départementale 914 en direction de Banyuls, Port-Vendres au nord et Port-Bou en Espagne au sud.

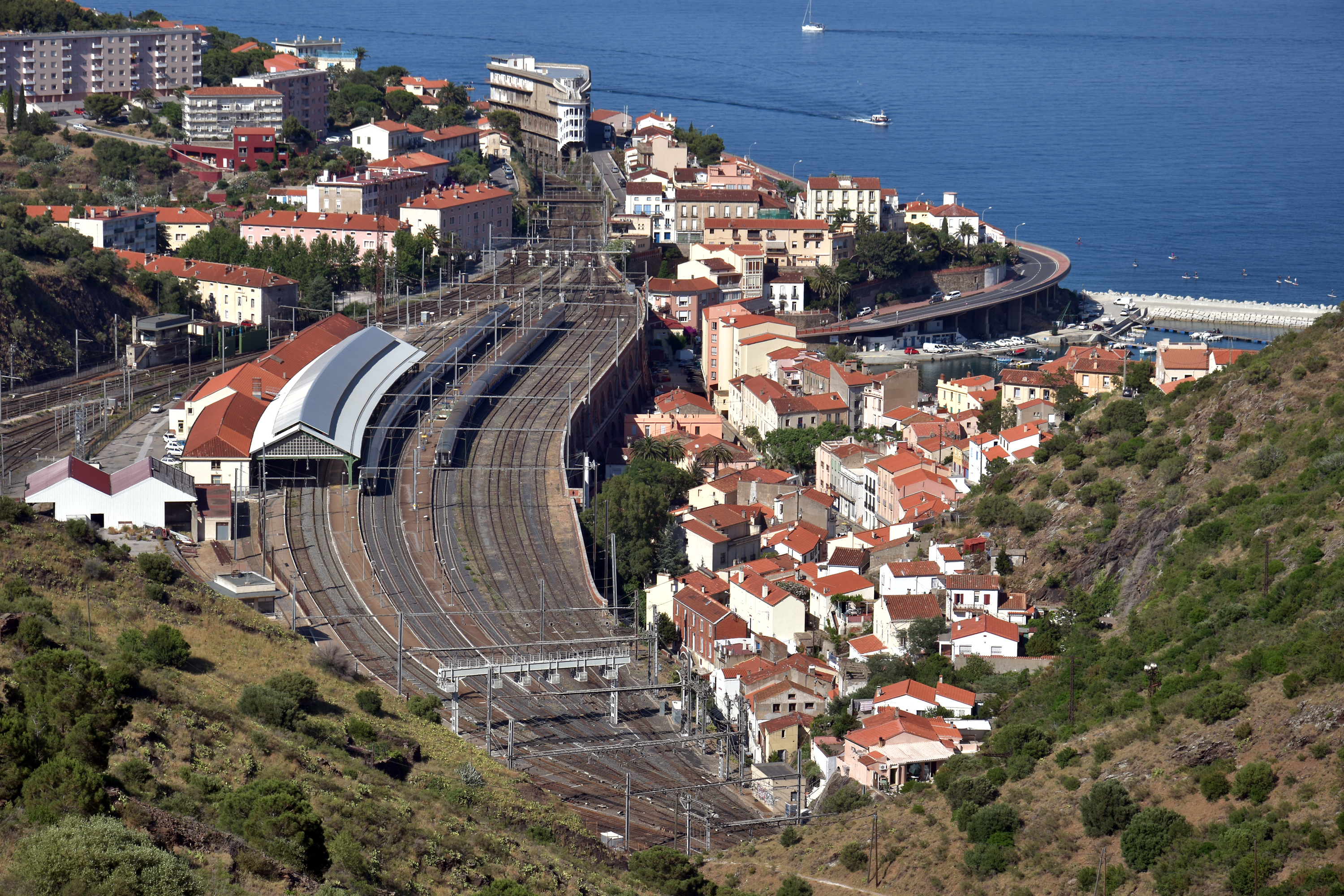
La gare.

#### Transports
La gare de Cerbère est le terminus français de la ligne Narbonne-Port-Bou.
Le port de plaisance de Cerbère comporte 150 places.
La ligne 540 du réseau régional liO relie la commune à la gare de Perpignan.

### Risques majeurs
Le territoire de la commune de Cerbère est vulnérable à différents aléas naturels : inondations, climatiques (grand froid ou canicule), feux de forêts, mouvements de terrains et séisme (sismicité modérée). Il est également exposé à un risque technologique, le transport de matières dangereuses,.

#### Risques naturels

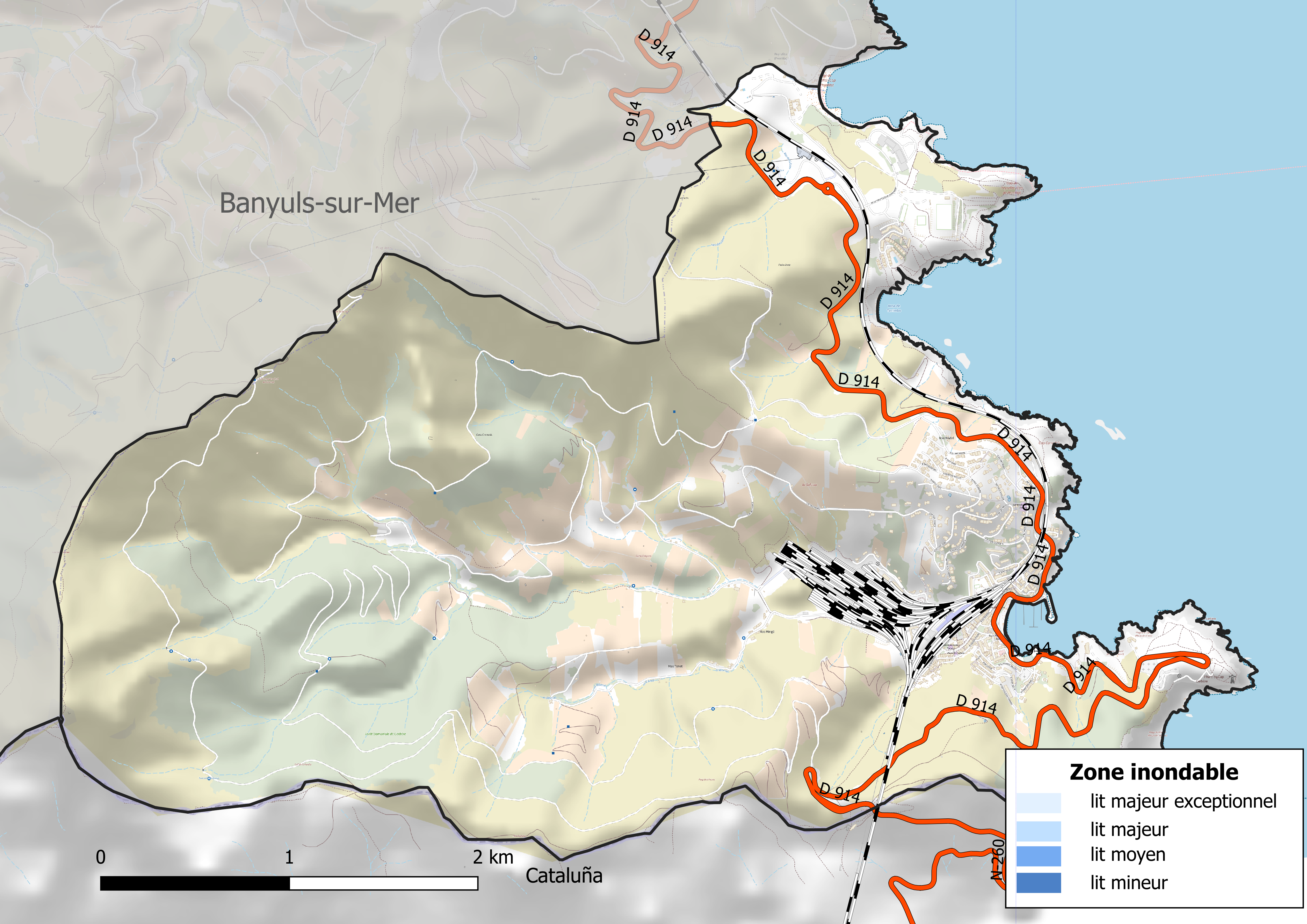
Zones inondables de la commune de Cerbère.

Certaines parties du territoire communal sont susceptibles d’être affectées par le risque d’inondation par crue torrentielle de cours d'eau. Du fait de son exposition marine, la commune est soumise également à un risque d'effondrement de falaise et de submersion marine, due à l'action conjuguée de la montée des eaux par surélévation du plan d’eau lors des tempêtes attaquant la côte et de l’action dynamique de la houle.
Cerbère est une des communes françaises les plus exposées au risque de feu de forêt : entre 2008 et 2024, 4.3% de son territoire a brûlé chaque année en moyenne.
Les mouvements de terrains susceptibles de se produire sur la commune sont soit des glissements de terrains, soit des chutes de blocs, soit des effondrements liés à des cavités souterraines.. L'inventaire national des cavités souterraines permet par ailleurs de localiser celles situées sur la commune
Ces risques naturels sont pris en compte dans l'aménagement du territoire de la commune par le biais d'un plan de prévention des risques inondations et mouvements de terrains.

#### Risques technologiques
Le risque de transport de matières dangereuses sur la commune est lié à sa traversée par une route à fort trafic et une ligne de chemin de fer. Un accident se produisant sur de telles infrastructures est en effet susceptible d’avoir des effets graves au bâti ou aux personnes jusqu’à 350 m, selon la nature du matériau transporté. Des dispositions d’urbanisme peuvent être préconisées en conséquence.

## Toponymie
En catalan, le nom de la commune est Cervera de la Marenda.

## Histoire

### Préhistoire
La région de Cerbère est occupée dès la Préhistoire, ainsi qu'en témoignent les deux menhirs et trois dolmens encore présents sur le territoire de la commune.

### Antiquité
En -118, la région de Cerbère, occupée par le peuple des Sardones, fait partie de la Gaule narbonnaise.
Le lieu de Cerbère est mentionné au Ier siècle par le géographe romain d'origine ibérique Pomponius Mela comme un lieu peuplé de cerfs (locus cervaria). Il en fait également la limite méridionale de la Gaule.
Les Grecs implantent une colonie à Empúries à cinquante kilomètres plus au sud, en Espagne au IIIe siècle av. J.-C. Puis les Romains font la conquête de la région, qui reste dans l’Empire pendant plus de 600 ans ; la vallée des Cerfs a donc servi aux échanges entre Empúries et Portus Veneris, et Illiberis.

### Moyen Âge
C'est dans l'ère carolingienne, au IXe siècle, que le hameau voit le jour, sa première mention date de 981 dans un acte du roi Lothaire, sous forme du Vall de Cervera soit la vallée de Cerbère ; en 1155, il prendra le nom de Cervera.

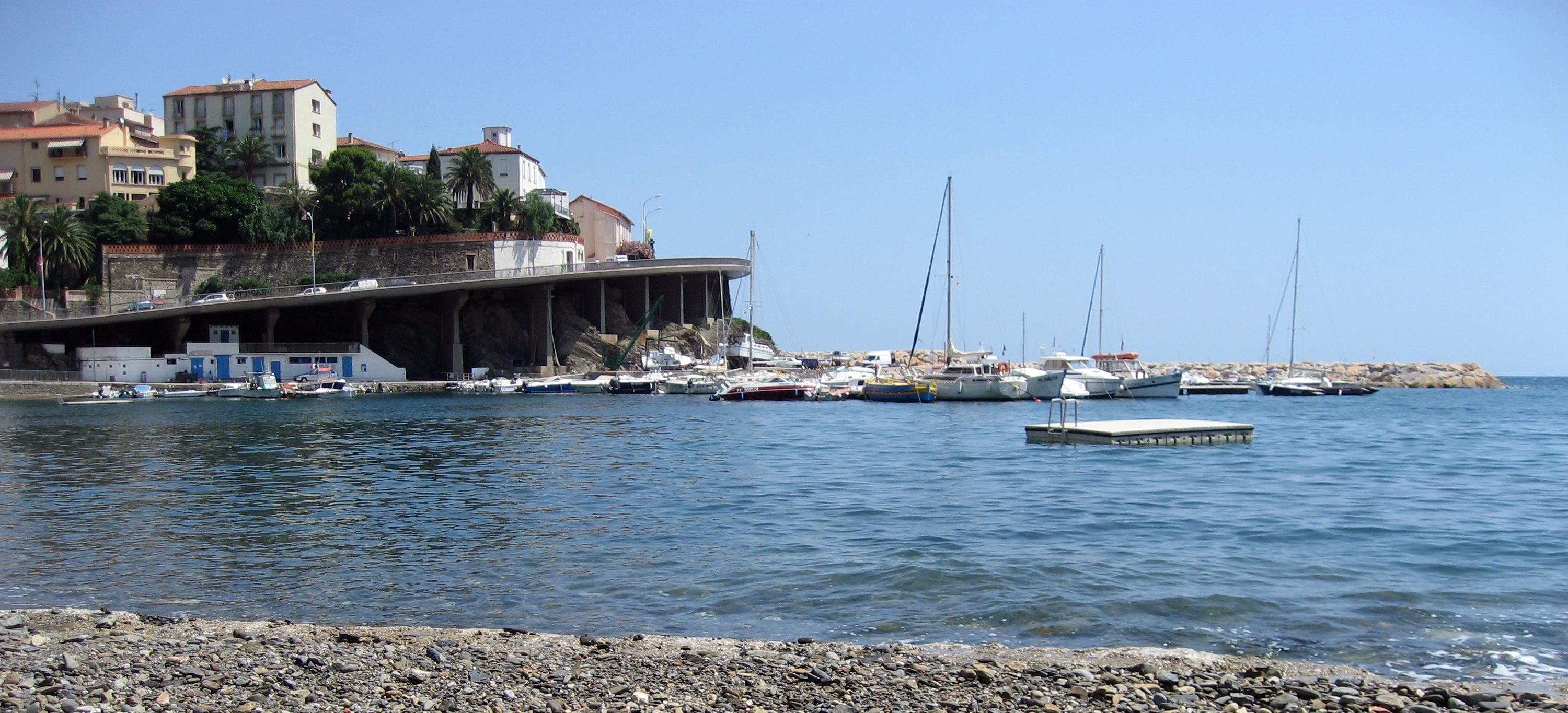
La plage.

Une chapelle fut édifiée, sous le vocable de saint Sauveur, et fut nommée Sant Salvador de Cervera. C'est en référence à cette chapelle qu'un menhir qui en était proche porte le nom de Pedra Dreta de Sant Salvador. La tour de Querroig y fut construite sur la frontière avec l'Espagne. Elle est encore présente de nos jours. Tout cela aura attiré une population restreinte mais sédentaire.
La vallée devient peu à peu dépendante de familles de pêcheurs installées dans la commune voisine de Banyuls de la Marenda.

### Époque classique
En 1659, la conquête du Roussillon aboutit au Traité des Pyrénées, ratifié sous Louis XIV.
C'est grâce aux citations de la Vallée des Cerfs des Grecs : « au lieu-dit Cervaria, finissent les Gaules », que le Roussillon devint français à la limite de Cerbère.

### Époque moderne
La vallée de Cerbère reste peu fréquentée jusqu'en 1789, la Révolution supprime les coutumes féodales, ce qui permet aux familles de Banyuls d’étendre leurs vignobles sur la vallée de Cerbère.
Dix familles résident en permanence à Cerbère en 1820, aux côtés de quelques pêcheurs saisonniers. La contrebande avec l'Espagne va se développer à cette période, par les voies maritimes, l'administration douanière décide donc de bâtir dans la commune un poste frontière en 1841.
L'État entame les études pour la ligne ferroviaire avec l'Espagne en 1846 ce qui va être un grand tournant pour le village. 800 personnes peuplent la commune à cette époque car ce grand chantier ferroviaire emploie une main-d’œuvre nombreuse.
La commune, dénommée « Cerbère », est officiellement créée par une loi du 22 juin 1888. Celle-ci a « pour objet de distraire la section de Cerbère de la commune de Banyuls-sur-Mer (canton d'Argelès-sur-Mer, arrondissement de Céret, Pyrénées-Orientales) pour l'ériger en commune distincte », elle précise que « le chef-lieu est fixé au bourg de Cerbère ». Les limites de la nouvelle commune sont fixées dans un plan annexé. Cette loi adoptée par le Sénat et la Chambre des députés est signée par le Président de la République Sadi Carnot. Dominique Mitjavile, premier adjoint du maire de Banyuls, en devient le premier maire le 15 juillet 1888.

### Époque contemporaine
Cerbère connaît un demi-siècle de prospérité à partir de cette date. Toutes ses activités tournent autour du train et de la frontière avec son transit de marchandises et des personnes.
Au début du XXe siècle, les trains espagnols qui franchissent la frontière à Cerbère doivent être déchargés et leurs marchandises transbordées dans des wagons « français » : la différence d'écartement des rails entre la France et l'Espagne ne permet pas aux mêmes trains de circuler dans les deux pays. Pour le transbordement des oranges, travail délicat, ce sont en majorité des femmes qui sont embauchées. Mal payées pour un travail pénible, elles se mettent en grève en 1906 alors qu'on leur refuse une augmentation de 25 %. C’est un des premiers mouvements de grève exclusivement féminin de l’histoire. Il dure presque un an. Elles vont aussi fonder un des premiers syndicats entièrement féminins, le "Syndicat des transbordeuses d’oranges".
Le 26 mai 1938, dans le cadre de la guerre civile espagnole, Cerbère est bombardée par un bimoteur identifié comme un Dornier Do J. Il y eut plusieurs blessés.

## Politique et administration

### Canton
À sa création en 1888, la commune de Cerbère est incluse dans le canton d'Argelès-sur-Mer. En 1973, la commune rejoint le nouveau canton de la Côte Vermeille, qu'elle ne quitte plus par la suite.
À compter des élections départementales de 2015, la commune demeure dans le canton de la Côte Vermeille, déjà existant mais entièrement reconfiguré.

### Intercommunalité

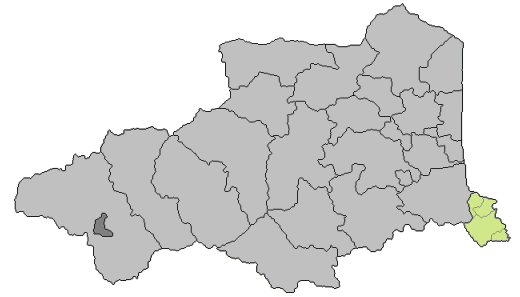

Depuis le 1er janvier 2007, par arrêté préfectoral, la communauté de communes côte Vermeille a rejoint celle des Albères. Elles forment maintenant la communauté de communes des Albères, de la Côte Vermeille et de l'Illibéris (CC ACVI). Son président est Antoine Parra ( Maire d'Argelès sur mer ), et son siège se situe a Argelès sur mer.

### Liste des maires
| Période          | Période           | Identité              | Étiquette | Qualité                 |
| ---------------- | ----------------- | --------------------- | --------- | ----------------------- |
| 15 juillet 1888  | 2 mai 1896        | Dominique Mitjaville  |           |                         |
| 5 mai 1896       | 8 avril 1902      | Sauveur Sayrou        |           |                         |
| 8 juin 1902      | 30 avril 1904     | Jean-Félix Belloc     |           |                         |
| 1er mai 1904     | 29 novembre 1919  | Dominique Mitjaville  |           |                         |
| 30 novembre 1919 | 11 septembre 1926 | Alexandre Ducros      |           |                         |
| 12 novembre 1926 | 30 mars 1941      | Julien Cruzel         |           |                         |
| 1er avril 1941   | 9 mai 1945        | Jean Ferrer           |           |                         |
| 1945             | 11 décembre 1953  | Julien Cruzel         |           |                         |
| 9 mai 1954       | 27 octobre 1956   | Georges Mias          |           |                         |
| 28 octobre 1956  | 7 mars 1959       | Gabriel Coll          |           |                         |
| 8 mars 1959      | 14 mars 1965      | Joseph Estève         |           |                         |
| 14 mars 1965     | 16 juin 1995      | Jean Marti            | PS        | Suppléant de Paul Alduy |
| 17 juin 1995     | juin 2020         | Jean-Claude Portella, | PS        |                         |
| juin 2020        | En cours          | Christian Grau        |           |                         |

### Instances judiciaires et administratives
Cerbère dépend du tribunal d'instance, du tribunal de grande instance, du conseil des Prud'hommes et du tribunal pour enfants de Perpignan.
Elle dépend de la cour d'appel, et du tribunal administratif de Montpellier et de la cour administrative d'appel de Marseille.

### Politique environnementale
La déchèterie la plus proche se trouve sur la route menant à Banyuls-sur-Mer, dans l'Anse de Peyrefitte, hameau dépendant de Cerbère.

## Population et société

### Démographie contemporaine
L'évolution du nombre d'habitants est connue à travers les recensements de la population effectués dans la commune depuis 1891. Pour les communes de moins de 10 000 habitants, une enquête de recensement portant sur toute la population est réalisée tous les cinq ans, les populations de référence des années intermédiaires étant quant à elles estimées par interpolation ou extrapolation. Pour la commune, le premier recensement exhaustif entrant dans le cadre du nouveau dispositif a été réalisé en 2006.

En 2022, la commune comptait 1 213 habitants, en évolution de −9,14 % par rapport à 2016 (Pyrénées-Orientales : +3,92 %, France hors Mayotte : +2,11 %).
| 1891  | 1896  | 1901  | 1906  | 1911  | 1921  | 1926  | 1931  | 1936  |
| ----- | ----- | ----- | ----- | ----- | ----- | ----- | ----- | ----- |
| 1 428 | 1 322 | 1 252 | 1 333 | 1 529 | 1 730 | 1 970 | 2 236 | 2 188 |

| 1946  | 1954  | 1962  | 1968  | 1975  | 1982  | 1990  | 1999  | 2006  |
| ----- | ----- | ----- | ----- | ----- | ----- | ----- | ----- | ----- |
| 2 044 | 2 245 | 2 438 | 2 064 | 1 940 | 1 641 | 1 461 | 1 487 | 1 551 |

| 2011  | 2016  | 2021  | 2022  | - | - | - | - | - |
| ----- | ----- | ----- | ----- | - | - | - | - | - |
| 1 382 | 1 335 | 1 257 | 1 213 | - | - | - | - | - |

Note : Avant 1891, voir Banyuls-sur-Mer.
| Sujet                                       | 1999   | 2007   |
| ------------------------------------------- | ------ | ------ |
| Nombre d'habitants                          | 1 488  | 1 571  |
| Pourcentage d'hommes                        | 52.8 % | 52.3 % |
| Pourcentage de femmes                       | 47.2 % | 47.7 % |
| Population masculine âgée de 0 à 19 ans     | 17.4 % | 18.4 % |
| Population masculine âgée de 20 à 39 ans    | 26.7 % | 21.1 % |
| Population masculine âgée de 40 à 59 ans    | 29.0 % | 21.1 % |
| Population masculine âgée de plus de 59 ans | 26.8 % | 21.1 % |
| Population féminine âgée de 0 à 19 ans      | 15.7 % | 21.1 % |
| Population féminine âgée de 20 à 39 ans     | 21.2 % | 22.0 % |
| Population féminine âgée de 40 à 59 ans     | 27.6 % | 29.1 % |
| Population féminine âgée de plus de 59 ans  | 35.5 % | 34.1 % |

| selon la population municipale des années : | 1968 | 1975 | 1982 | 1990 | 1999 | 2006 | 2009 | 2013 |
| Rang de la commune dans le département      | 24   | 33   | 46   | 57   | 61   | 61   | 62   | 66   |
| Nombre de communes du département           | 232  | 217  | 220  | 225  | 226  | 226  | 226  | 226  |

### Enseignement
La commune possède une école maternelle et élémentaire. Le collège est à Port-Vendres.

### Manifestations culturelles et festivités
- Fête communale : 6 août[66].
- Festival transpyrénéen de chant choral : tous les étés depuis 1999, il regroupe des chorales et des groupes pérénéens de différents styles musicaux (Chants traditionnels, variétés, folklore, gospel)[67],[68]
- Rencontres cinématographiques de Cerbère-Port-Bou : premier week-end d'octobre[69].

### Santé
- Centre médical de réadaptation fonctionnelle « Bouffard-Vercelli », de 1976 à 2020[70]

On trouve à Cerbère deux médecins généralistes, deux infirmières, un kinésithérapeute et une pharmacie.

### Sports
La commune possède :
- un club de natation : SCC Natation ;
- un club de football : FC Banyuls-sur-Mer ;
- un club de rugby : RC Cerbère ;
- un club de basket-ball : AS des Cheminots ;
- un club de poker tous les jeudis soir : Cerbère Poker Club.

## Économie

### Revenus
En 2018, la commune compte 573 ménages fiscaux, regroupant 1 074 personnes. La médiane du revenu disponible par unité de consommation est de 19 740 € (19 350 € dans le département).

### Emploi
|                | 2008   | 2013   | 2018   |
| -------------- | ------ | ------ | ------ |
| Commune        | 7,4 %  | 10,3 % | 12,4 % |
| Département    | 10,3 % | 12,9 % | 13,3 % |
| France entière | 8,3 %  | 10 %   | 10 %   |

En 2018, la population âgée de 15 à 64 ans s'élève à 781 personnes, parmi lesquelles on compte 63,1 % d'actifs (50,7 % ayant un emploi et 12,4 % de chômeurs) et 36,9 % d'inactifs,. En 2018, le taux de chômage communal (au sens du recensement) des 15-64 ans est inférieur à celui du département, mais supérieur à celui de la France, alors qu'en 2008 il était inférieur à celui de la France.
La commune fait partie de la couronne de l'aire d'attraction de Banyuls-sur-Mer, du fait qu'au moins 15 % des actifs travaillent dans le pôle,. Elle compte 555 emplois en 2018, contre 676 en 2013 et 719 en 2008. Le nombre d'actifs ayant un emploi résidant dans la commune est de 410, soit un indicateur de concentration d'emploi de 135,5 % et un taux d'activité parmi les 15 ans ou plus de 41,6 %.
Sur ces 410 actifs de 15 ans ou plus ayant un emploi, 265 travaillent dans la commune, soit 65 % des habitants. Pour se rendre au travail, 69,3 % des habitants utilisent un véhicule personnel ou de fonction à quatre roues, 5,3 % les transports en commun, 22 % s'y rendent en deux-roues, à vélo ou à pied et 3,4 % n'ont pas besoin de transport (travail au domicile).

### Revenus de la population et fiscalité
En 2010, le revenu fiscal médian par ménage était de 22 473 €.

### Emploi
Le taux de chômage en 1999 était de 16,5 % à Cerbère, la moyenne nationale étant de 12,9 %.

### Entreprises et commerces
La principale activité de Cerbère est le tourisme, il possède un camping municipal, cinq hôtels, deux résidences de tourisme à l'accueil des touristes, onze restaurants et traiteurs dont six avec bar. Des emplois tournent autour de cette activité comme les locations VTT, kayak de mer, les trois boutiques souvenirs et club de plongée.
On y trouve aussi comme employeur le centre de rééducation et de réadaptation fonctionnelle, et quinze commerces en tout genre, boulangerie, épicerie, coiffeur...

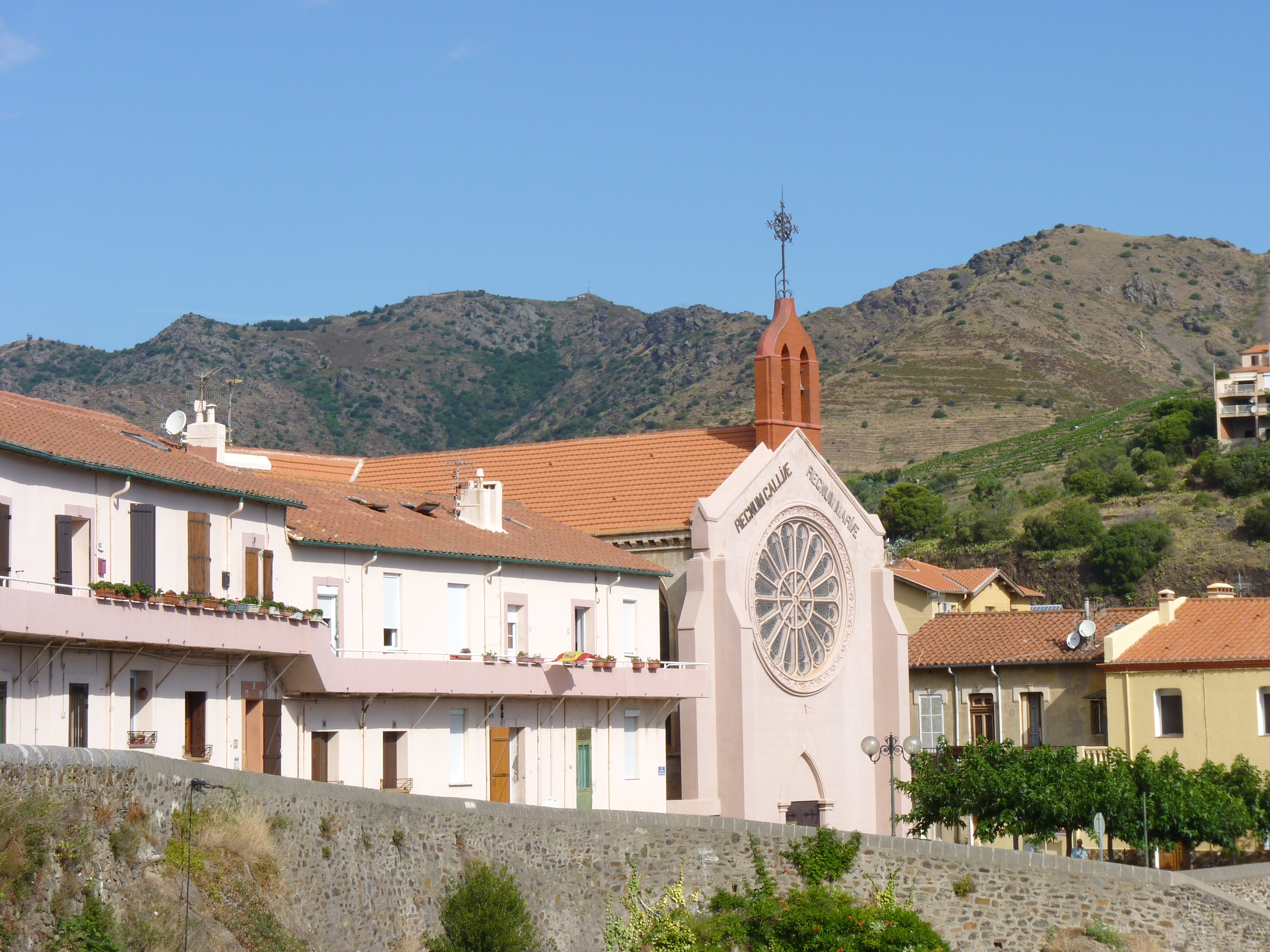
Église de la Transfiguration du Saint-Sauveur de Cerbère

## Culture locale et patrimoine

### Monuments et lieux touristiques

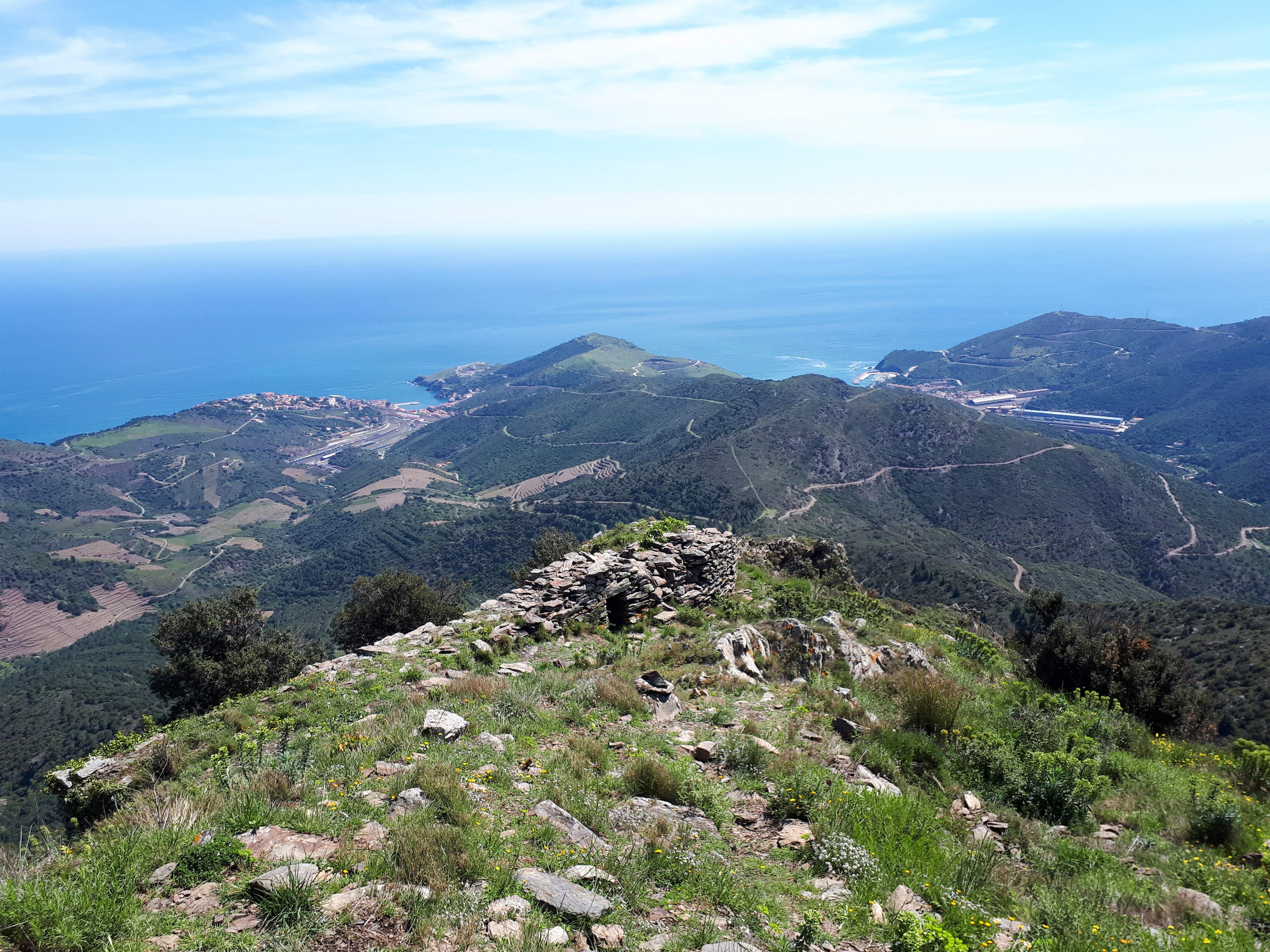
Une partie des ruines du château de Querroig; Cerbère en bas à gauche.

- Église de la Transfiguration du Saint-Sauveur de Cerbère : édifiée de 1884 à 1885, a été dédiée à saint Sauveur (nom originel de la vallée de Cerbère) ;
- Église Saint-Sauveur de Cerbère ;
- Les ruines du château de Querroig, situées sur la frontière et à cheval sur les territoires de Banyuls-sur-Mer, Cerbère et Portbou ( Inscrit MH (2016)) ;
- L'hôtel Belvédère du Rayon vert ( Inscrit MH (1987)) ;
- Phare du cap Cerbère, construit en 1982.

Mégalithes
- Dolmen du Coll de la Farella ;
- Dolmen du Coll de les Portes ;
- Dolmen de la Coma Enestapera ;
- Pedra Dreta de Sant Salvador ;
- Menhir de Perafita.

### Patrimoine environnemental

#### Réserve naturelle marine de Cerbère-Banyuls
Elle s'étend sur 6,5 km et couvre 650 ha de mer entre les communes de Banyuls et de Cerbère. Elle est l'unique réserve naturelle exclusivement marine de France.
Pour l'admirer, un sentier a été créé, avec un parcours balisé.
L'idée de la création de la réserve naturelle remonte à 1969 : le maire de Cerbère, Jean Marti, fut inquiet de la dégradation de la Côte Vermeille à cause du phénomène touristique, et par l'augmentation de l'effort de pêche. Avec l'aide du laboratoire Arago, ils décident d'étudier le cas. C'est le 26 février 1974 qu'ouvre officiellement la réserve.

### Personnalités liées à la commune
- Joseph Santol (1853-1923) : abbé de Cerbère, plus tard accusé d'outrages aux mœurs et de traite d'enfants ;
- André Colomer (1886-1931) : poète, théoricien lyrique de la violence et anarchiste individualiste français, né à Cerbère ;
- Édouard Ramonet (1909-1980) : homme politique, né à Cerbère ;
- Georges Bentouré (1910-1993); joueur de rugby à XV et XIII,
- Alfred Nakache (1915-1983) : champion de natation et joueur de water-polo, mort à Cerbère.
- Marc Bouffard-Vercelli (1936-1995) : fondateur et médecin du centre de rééducation Bouffard-Vercelli (créé en 1976, délocalisé en 2020)[72],[73]

### Héraldique
| Blason de Cerbère | Blason  | Écartelé : au premier d’or à la grappe de raisin de pourpre feuillée d’une pièce de sinople, au deuxième d’azur à la barque catalane d'argent voguant sur une mer d’azur, au troisième d'azur au cerbère d’or, au quatrième d'or aux quatre pals de gueules. |
| Blason de Cerbère | Détails | Armes parlantes. Le statut officiel du blason reste à déterminer. |

### Culture populaire
Cinéma
- 1970 : L'Étalon de Jean-Pierre Mocky, tourné en partie à Cerbère ;
- 2015 : Orage de Fabrice Camoin, tourné en partie à Cerbère.

Littérature
- Marion Poirson-Dechonne, Pas de sursis pour les anges, Canet-en-Roussillon, Éditions Trabucaire, coll. « Seria negra », 2015, 229 p. (ISBN 978-2-84974-217-4, BNF 44367923), roman policier se déroulant à Cerbère.

## Galerie

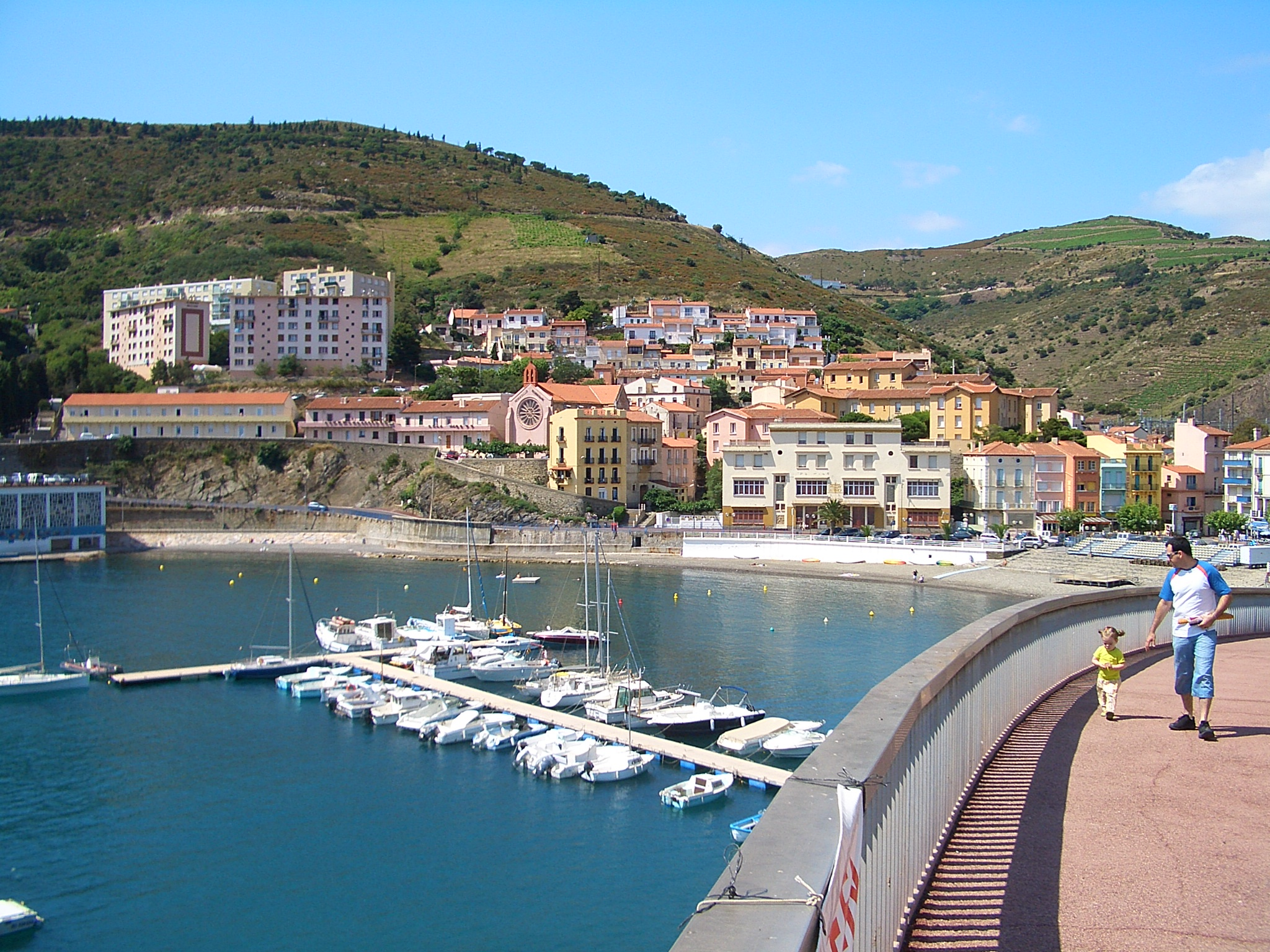
Le port.
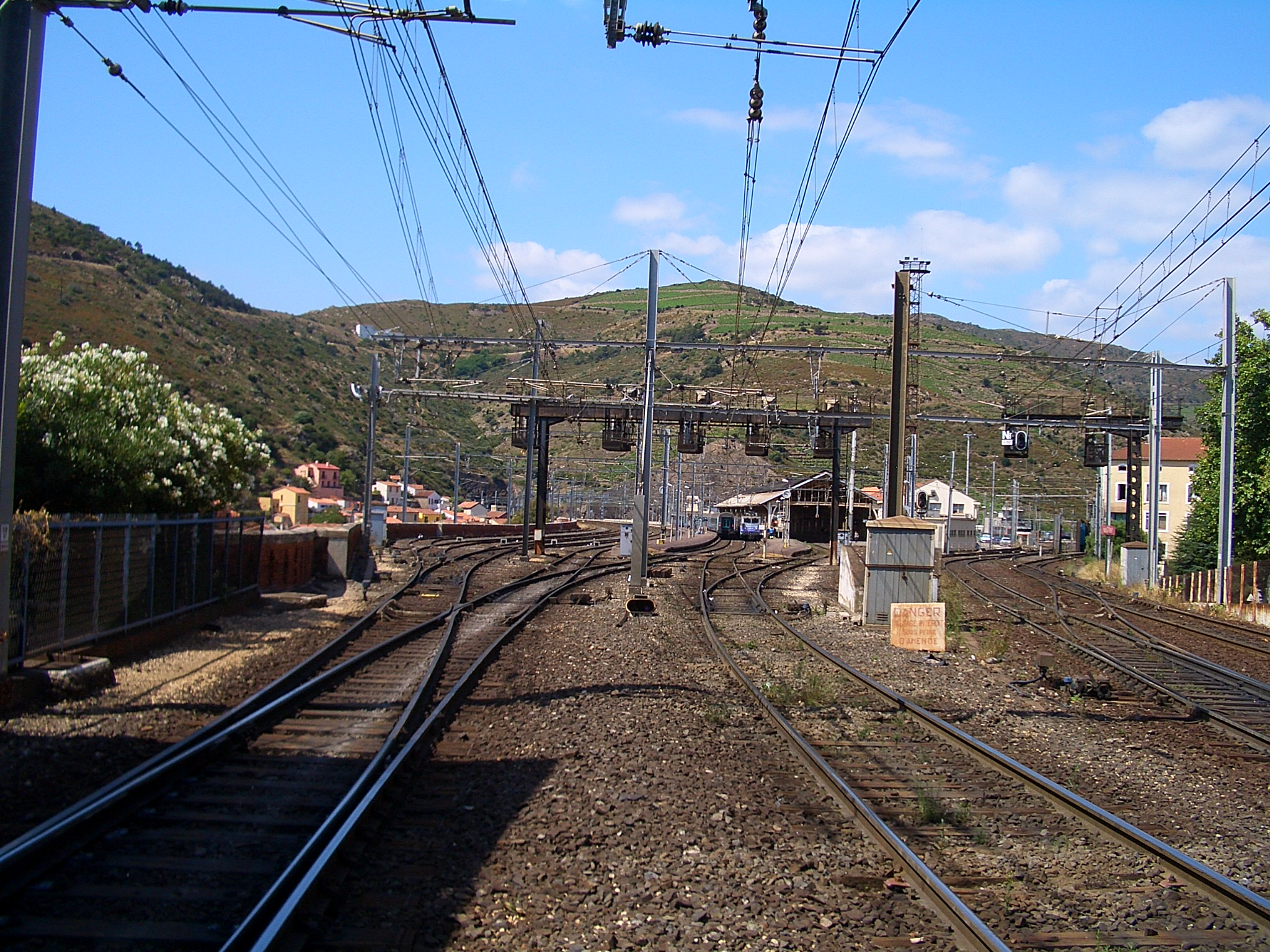
Voies ferrées.
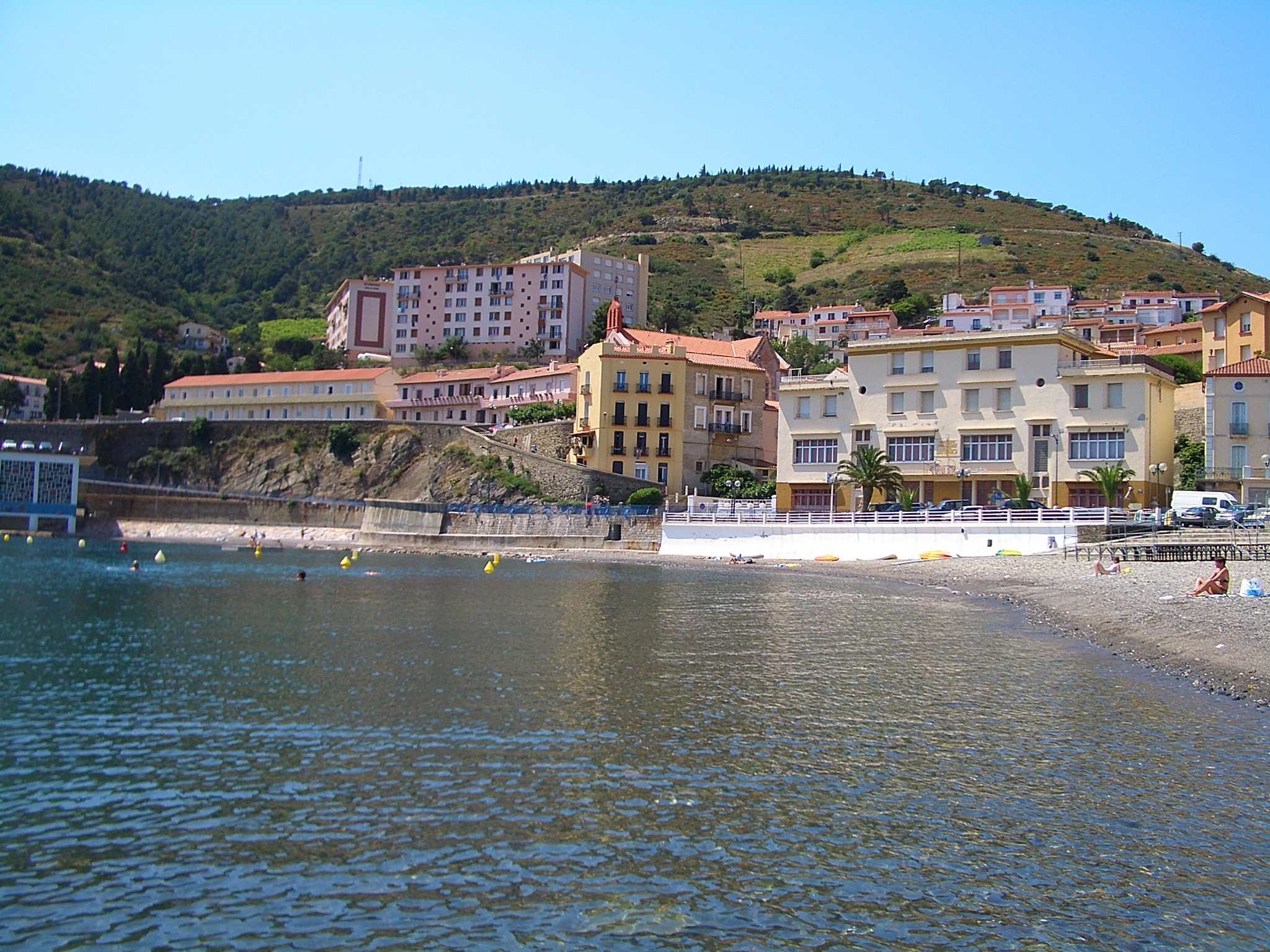
La plage.
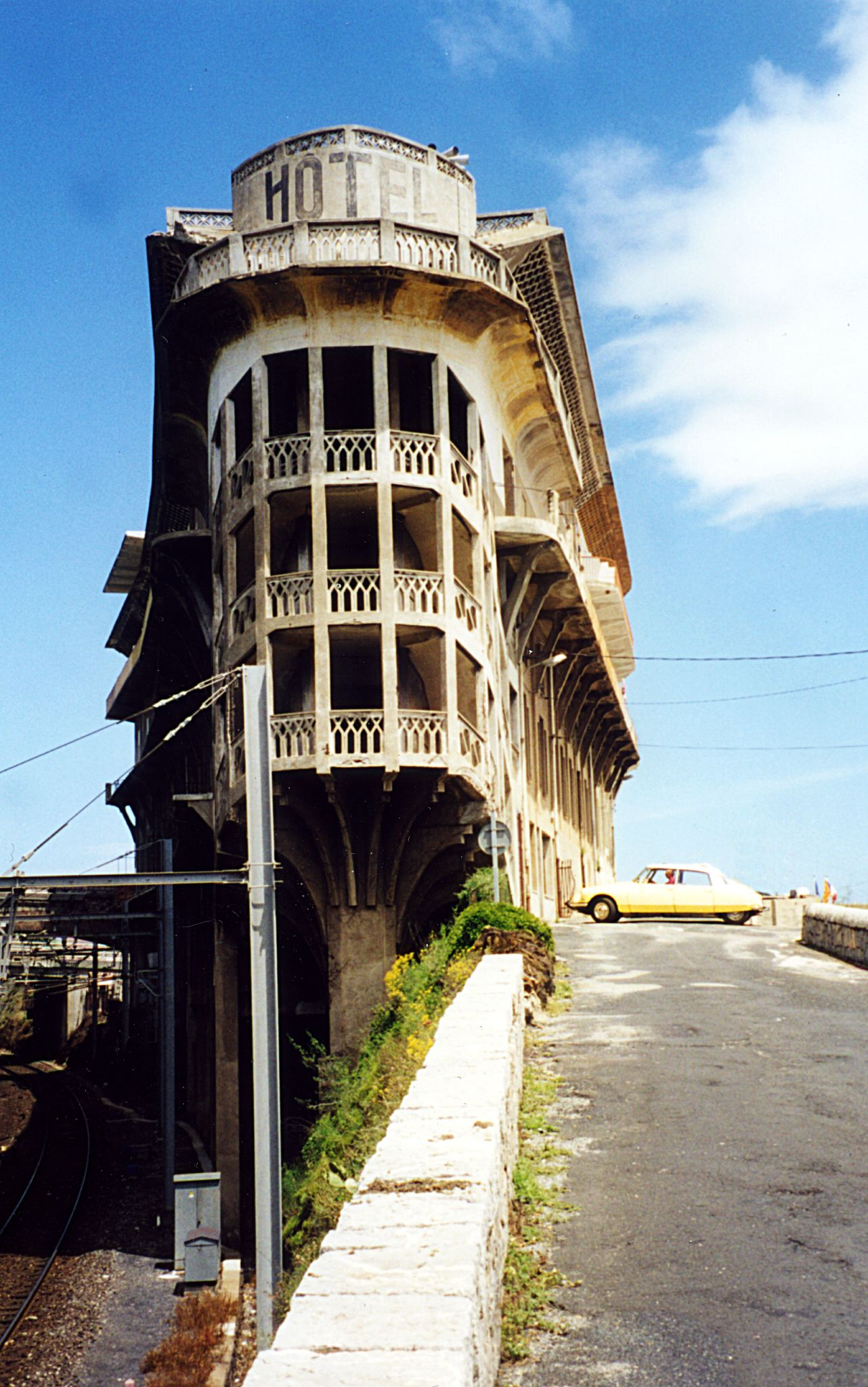
Hôtel Belvédère du Rayon Vert.
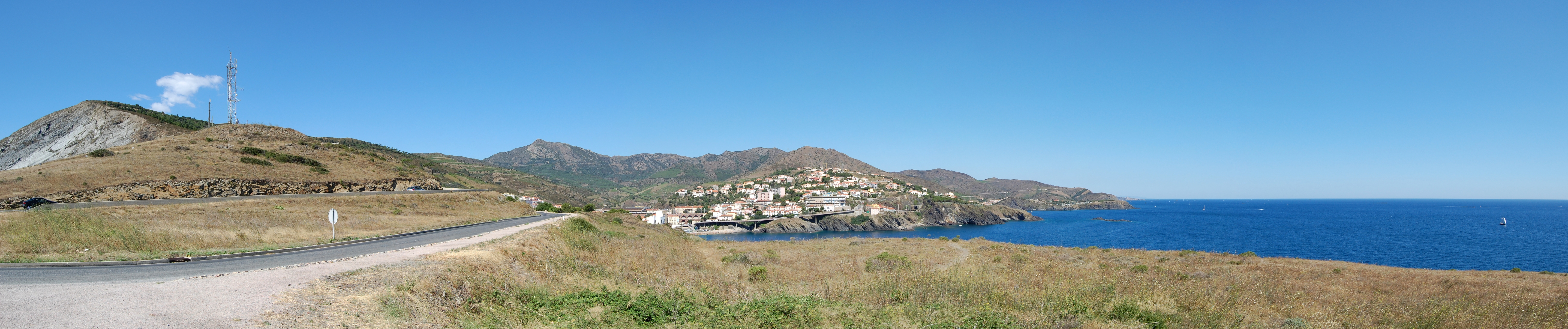
Panorama au sud-est de Cerbère.
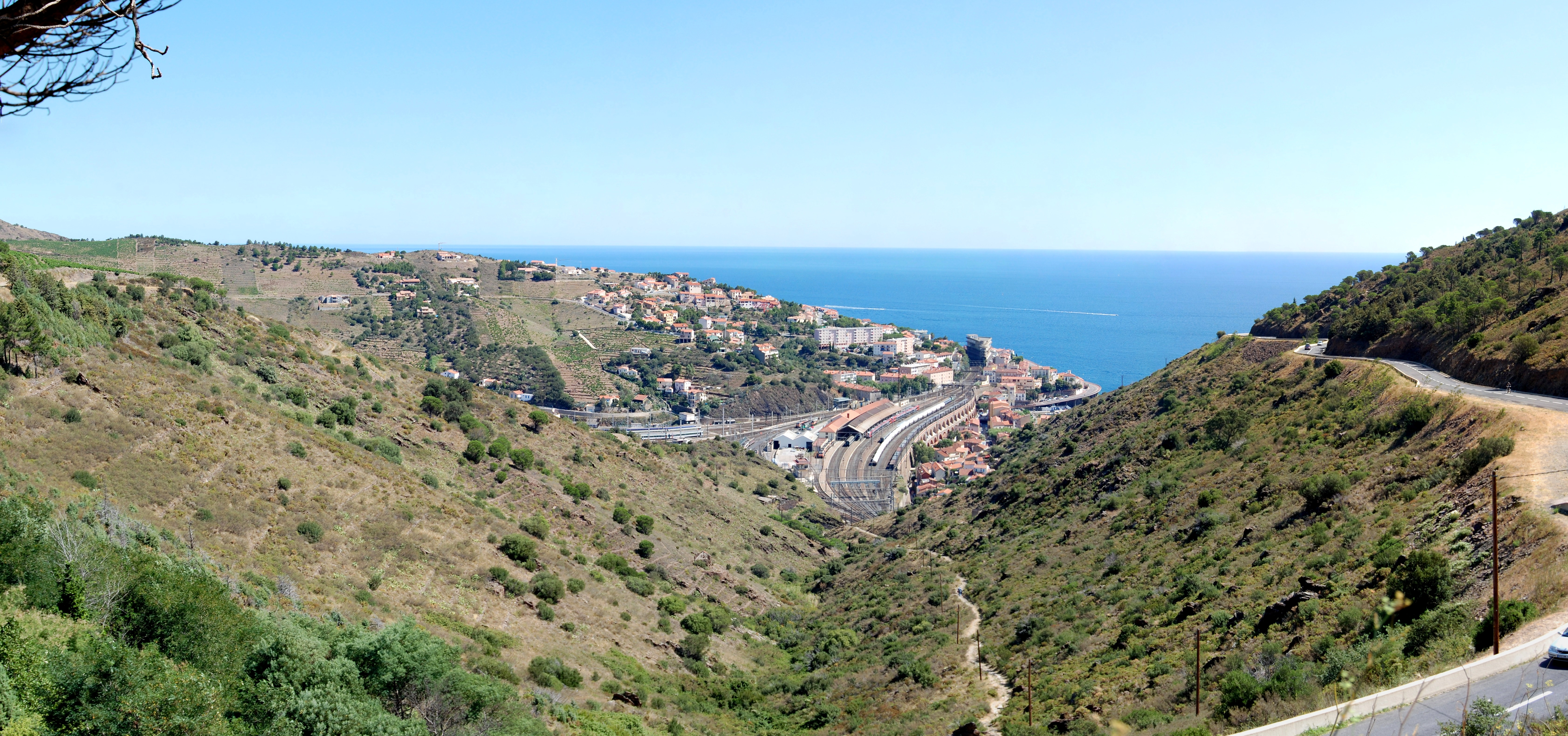
Panorama de Cerbère depuis le col des Balistres.
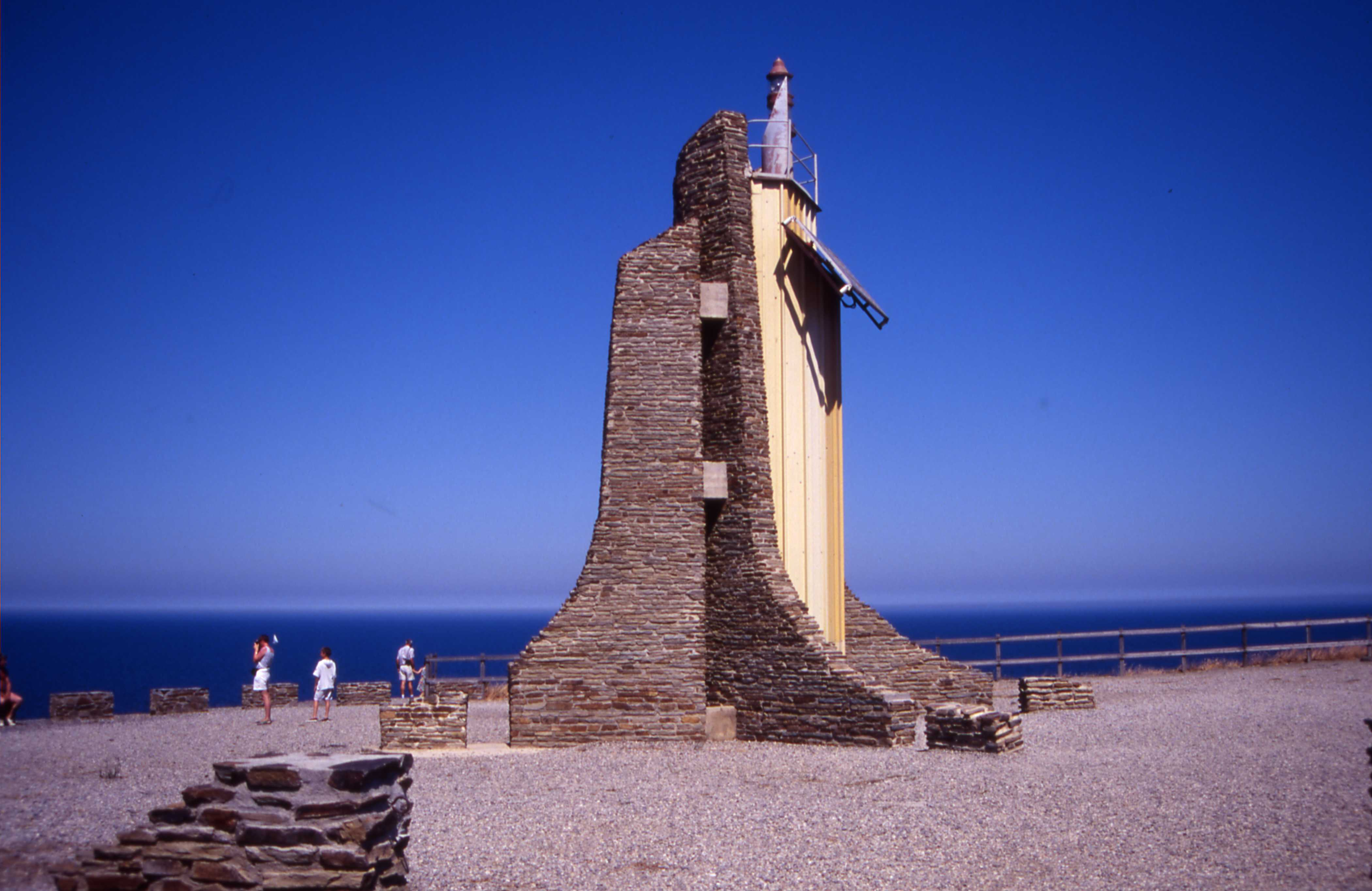
Le phare du cap Cerbère.